# 太成学院大学高等学校

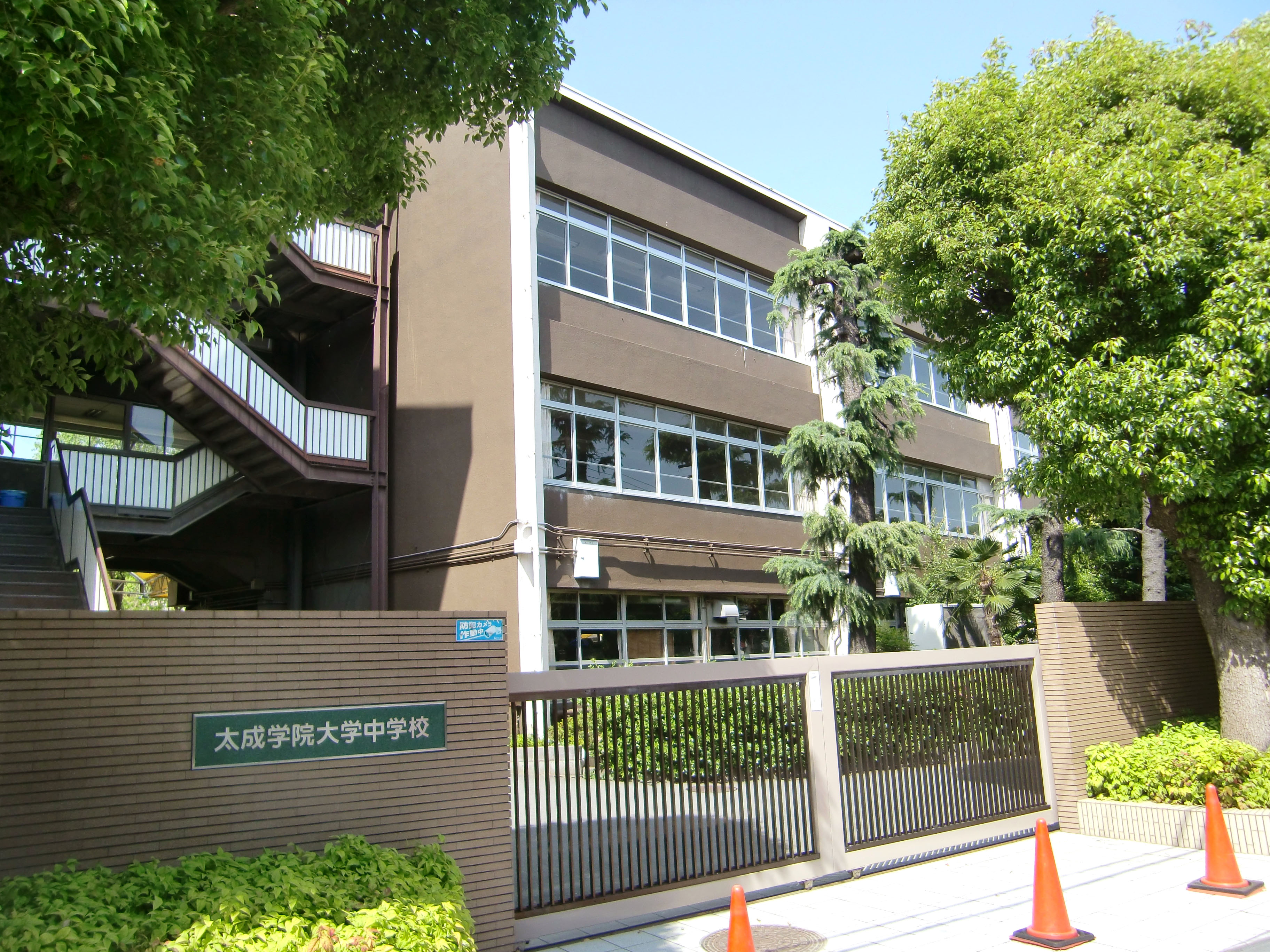
太成学院大学中学校

太成学院大学高等学校（たいせいがくいんだいがくこうとうがっこう）は、大阪府大東市諸福七丁目にある私立高等学校。

## 概要
学校法人天満学園が運営している。
長らくの間男子校であったが、現在は男女共学となっている。学校近隣は保育園、高等学校、小学校、専修学校など教育施設が多い。

## 校舎
2013年に8階建ての新校舎が竣工した。校舎内には3基のエレベータも設置されている。

## 沿革
- 1935年4月 - 足立喜三郎が大阪府大阪市北区南森町に大阪工学校を開校
- 1947年4月 - 大阪工学校と財団法人城北商業学校を統合
- 1948年4月 - 大阪天満高等学校へと改編
- 1951年4月 - 学校法人大阪天満学園に組織変更
- 1959年4月 - 大阪府大東市諸福の現在地に移転
- 1962年10月 - 太成高等学校と改称
- 1973年12月 - 法人名を学校法人大阪天満学園から学校法人天満学園と改称
- 1982年4月 - 太成高等学校に体育科を設置
- 2000年4月 - 太成中学校を併設
- 2003年4月 - 太成学院大学中学校・高等学校へ改称
- 2010年4月 - 本校の起源である大阪工学校の流れを汲む総合工学科（工業科）の生徒募集停止
- 2013年4月 - 辻調理師専門学校と連携し、製菓に関する専門的な学習を目指すパティスリーコース新設
- 2013年4月 - 全学科・コースの共学化。中学校の生徒募集を停止。高等学校新校舎完成

## 教育課程
- 全日制普通科
  - 特進コース
  - ライフデザインコース
  - 製菓パティスリーコース
- スポーツ科(体育科)
  - スポーツ進学コース
  - アスリートコース

## 部活動
水泳部や野球部は特に活発であり、オリンピック出場選手やプロ野球選手も輩出している。
その他の部活動についてもインターハイをはじめ、各大会において優秀な成績を収めている。
- 体育系
  - 水泳部 - 2002年にインターハイ総合優勝を達成。
  - 陸上競技部
  - 体操部
  - 硬式野球部
  - 剣道部
  - ラグビー部
  - バスケットボール部
  - バレーボール部
  - 卓球部
  - ソフトテニス部
  - 硬式テニス部
  - サッカー部
  - 柔道部
- 文化系
  - ダンス部
  - eスポーツ部
  - 写真部
  - ロボット製作部
  - 音楽部
  - 漫画研究部

## 施設
- 校舎
- 体育館
- 屋内型温水プール
- 柔道場
- 剣道場
- 食堂
- トレーニングルーム
- 図書館

## 学校行事
- 文化祭
- 体育大会
- 修学・研修旅行
- 各種野外研修
- マラソン大会
- スポーツ大会

## 出身者
- 森長正樹（陸上競技選手）
- 砂田貴裕（陸上競技選手）
- 村川洋平（陸上競技選手）
- 荒川大輔（陸上競技選手）
- 足立真梨子（陸上競技選手）
- 山本慎吾（陸上競技選手）
- 池田大介（陸上競技選手）
- 森本麻里子（陸上競技選手）[1]
- 藤井拓郎（競泳選手。2008年北京五輪400mメドレーリレー銅メダリスト・2012年ロンドン五輪400mメドレーリレー銀メダリスト）
- 稲生高善（元南海ホークス捕手）
- 川原新治（元阪神タイガース投手）
- 吉川弘幸（元阪神タイガース外野手）
- 古久保健二（元近鉄バファローズ捕手）
- 桂依央利（中日ドラゴンズ捕手）
- 今村信貴（読売ジャイアンツ投手）
- 金沢成奉（高校野球指導者）
- 桝田雄太郎（サッカー選手）
- 田中裕人（サッカー選手）
- 河嶋康太（ラグビー選手）
- 梶原雄太（お笑いタレント「キングコング」）
- 柘植智幸（コンサルタント）

## 関連書籍・DVD
- 『ジュニア陸上競技マニュアル』（全国高等学校体育連盟陸上競技部(編)、陸上競技社、2006/1、走幅跳の項を坂井裕司（太成学院大学高等学校陸上部監督）が執筆）
- 『一歩先を目指す！実践的走幅跳指導法　より、遠くへ跳ぶためのスキル＆ドリル』（指導・解説：坂井裕司（太成学院大学高等学校陸上部監督）、実技協力：太成学院大学高等学校陸上部、森長正樹選手（走幅跳男子日本記録保持者）、池田大介選手（2005男子八種競技日本高校記録保持者/第12回世界陸上競技選手権大会十種競技日本代表）、ジャパンライム、2007/2、DVD）
- 『三段跳の基本技術を確立しよう！13-14mを目指す初級テクニックのすべて』（指導・解説：坂井裕司（太成学院大学高等学校陸上部監督）、実技協力：太成学院大学高等学校陸上部、森長正樹選手（走幅跳男子日本記録保持者）、池田大介選手（2005男子八種競技日本高校記録保持者/第12回世界陸上競技選手権大会十種競技日本代表）、ジャパンライム、2009/8、DVD）

## 交通
- JR学研都市線 鴻池新田駅下車　 徒歩約5分
- 近鉄バス　鴻池新田駅バス停下車 徒歩約5分